# Servette Football Club Genève 1890 2008-2009
Questa voce raccoglie le informazioni riguardanti il Servette Football Club Genève 1890 nelle competizioni ufficiali della stagione 2008-2009.

## Stagione
Nella stagione 2008-2009 il Servette, allenato da Michel Sauthier e Gérard Castella, concluse il campionato di Challenge League al 13º posto. In Coppa Svizzera il Servette fu eliminato al secondo turno dal Concordia Basilea.

## Rosa
| N. |                                 | Ruolo | Calciatore        |
| -- | ------------------------------- | ----- | ----------------- |
| 1  | Svizzera (bandiera)             | P     | Loic Novelle      |
| 2  | Italia (bandiera)               | D     | Mickael Ratta     |
| 3  | Bosnia ed Erzegovina (bandiera) | D     | Aleksandar Bratic |
| 4  | Svizzera (bandiera)             | D     | Patrick Girod     |
| 5  | Svizzera (bandiera)             | C     | Lionel Pizzinat   |
| 6  | Svizzera (bandiera)             | C     | Tibert Pont       |
| 7  | Svizzera (bandiera)             | A     | Matias Vitkieviez |
| 8  | Francia (bandiera)              | D     | Jonathan Guillou  |
| 9  | Svizzera (bandiera)             | A     | Murat Ural        |
| 10 | Francia (bandiera)              | C     | Geoffrey Tréand   |
| 11 | Ghana (bandiera)                | A     | Edmond N'Tiamoah  |
| 13 | Svizzera (bandiera)             | A     | Filipe Poceiro    |
| 14 | RD del Congo (bandiera)         | A     | Junior Moukoko    |

| N. |                     | Ruolo | Calciatore         |
| -- | ------------------- | ----- | ------------------ |
| 15 | Francia (bandiera)  | D     | N'Diasse N'Diaye   |
| 16 | Marocco (bandiera)  | C     | Samir Boughanem    |
| 17 | Francia (bandiera)  | C     | Sid-Ahmed Bouziane |
| 18 | Svizzera (bandiera) | P     | David Marques      |
| 19 | Svizzera (bandiera) | D     | Vincent Rüfli      |
| 21 | Angola (bandiera)   | D     | Genséric Kusunga   |
| 22 | Francia (bandiera)  | C     | Abdoul Yoda        |
| 24 | Svizzera (bandiera) | C     | Anthony Sauthier   |
| 25 | Svizzera (bandiera) | D     | Jérôme Schneider   |
| 26 | Francia (bandiera)  | D     | Alexandre Da Costa |
| 27 | Brasile (bandiera)  | A     | Eudis              |
| 28 | Francia (bandiera)  | C     | Anthony Braizat    |
| 30 | Svizzera (bandiera) | P     | David Gonzalez     |

## Organigramma societario
Area tecnica
- Allenatore: Gérard Castella
- Allenatore in seconda:
- Preparatore dei portieri:
- Preparatori atletici:

## Calciomercato

### Sessione estiva
| Acquisti | Acquisti           | Acquisti          | Acquisti |
| R.       | Nome               | da                | Modalità |
| -------- | ------------------ | ----------------- | -------- |
| C        | Anthony Braizat    | Fréjus            |          |
| D        | Alexandre Da Costa | Urania Ginevra    |          |
| D        | Mirko Quaresima    | Chiasso           |          |
| D        | Vincent Rüfli      | Étoile Carouge    |          |
| D        | Jérôme Schneider   | La Chaux-de-Fonds |          |

| Cessioni | Cessioni     | Cessioni       | Cessioni |
| R.       | Nome         | a              | Modalità |
| -------- | ------------ | -------------- | -------- |
| D        | Steve Katana | Étoile Carouge |          |

### Sessione invernale
| Acquisti | Acquisti   | Acquisti   | Acquisti |
| R.       | Nome       | da         | Modalità |
| -------- | ---------- | ---------- | -------- |
| A        | Eudis      | Young Boys |          |
| A        | Murat Ural | Vaduz      |          |

| Cessioni | Cessioni          | Cessioni | Cessioni |
| R.       | Nome              | a        | Modalità |
| -------- | ----------------- | -------- | -------- |
| D        | Christopher Mfuyi | Chênois  |          |
| D        | Mirko Quaresima   | Chiasso  |          |

## Risultati

### Challenge League

#### andata
| Arbitro: | Studer |

|           |           |                                   |
| Rüfli 85’ | Marcatori | 3’, 43’ Valente 14’, 87’ Rennella |

| Arbitro: | Klossner |

|            |           |  |
| Bühler 46’ | Marcatori |  |

| Arbitro: | Zimmermann |

|             |           |                        |
| Braizat 27’ | Marcatori | 41’ Pavlović 90’ Ademi |

| Arbitro: | Hänni |

|           |           |  |
| Sousa 34’ | Marcatori |  |

| Ginevra 24 agosto 2008, ore 16:00 CEST 5ª giornata | Servette | 0 – 0 referto | Concordia Basilea | Stade de Genève (1 475 spett.)\| Arbitro: \| Speranda \| |
| Arbitro:                                           | Speranda |               |                   |                                                          |

| Arbitro: | Winter |

|                                     |           |  |
| Biscotte 53’ (rig.), 71’ Bühler 83’ | Marcatori |  |

| Arbitro: | Circhetta |

|               |           |                                                           |
| N'Tiamoah 41’ | Marcatori | 1’ Heiniger 15’ Maliqi 19’ Kavak 75’ Casasnovas 82’ Madou |

| Arbitro: | Wermelinger |

|  |           |           |
|  | Marcatori | 77’ Costa |

| Arbitro: | Graf |

|             |           |           |
| Kusunga 40’ | Marcatori | 47’ Basha |

| Arbitro: | Petignat |

|                        |           |  |
| Muntwiler 56’ Dabo 67’ | Marcatori |  |

| Arbitro: | Bieri |

|                          |           |                                        |
| N'Tiamoah 8’ Moukoko 83’ | Marcatori | 9’, 72’ Senger 28’ Reyes 55’, 86’ Sara |

| Arbitro: | Klossner |

|                            |           |                          |
| Schultz 71’, 88’ Meier 90’ | Marcatori | 13’ Bouziane 81’ Moukoko |

| Arbitro: | Bieri |

|             |           |               |
| Fermino 39’ | Marcatori | 52’ Boughanem |

| Arbitro: | Meroni |

|                                                          |           |              |
| Vitkieviez 19’ Boughanem 30’ Schneider 35’ N'Tiamoah 52’ | Marcatori | 56’ Scarione |

| Arbitro: | Wermelinger |

|  |           |                                       |
|  | Marcatori | 21’ Pont 65’ Schneider 90’ Vitkieviez |

#### ritorno
| Ginevra 21 febbraio 2009, ore 19:00 CET 16ª giornata | Servette | 0 – 0 referto | Winterthur | Stade de Genève (1 504 spett.)\| Arbitro: \| Graf \| |
| Arbitro:                                             | Graf     |               |            |                                                      |

| Sciaffusa 1º marzo 2009, ore 14:30 CET 17ª giornata | Sciaffusa | 0 – 0 referto | Servette | Stadion Breite (1 120 spett.)\| Arbitro: \| Hänni \| |
| Arbitro:                                            | Hänni     |               |          |                                                      |

| Ginevra 7 marzo 2009, ore 19:30 CET 18ª giornata | Servette | 0 – 0 referto | Stade Nyonnais | Stade de Genève (1 915 spett.)\| Arbitro: \| Carrell \| |
| Arbitro:                                         | Carrell  |               |                |                                                         |

| Arbitro: | Rogalla |

|                                       |           |                |
| Bieli 15’ (rig.), 81’ Tcheutchoua 45’ | Marcatori | 25’ Vitkieviez |

| Arbitro: | Amhof |

|             |           |                |
| N'Diaye 84’ | Marcatori | 64’ Gavranović |

| Arbitro: | Jaccottet |

|                          |           |  |
| Casasnovas 36’ Madou 71’ | Marcatori |  |

| Arbitro: | Klossner |

|                |           |             |
| Vitkieviez 45’ | Marcatori | 31’ Lezcano |

| Arbitro: | Grossen |

|  |           |                       |
|  | Marcatori | 67’ (rig.) Vitkieviez |

| Arbitro: | Bieri |

|              |           |                                                          |
| Pizzinat 43’ | Marcatori | 39’ Zé Vítor 48’ Muntwiler 66’ Merenda 81’ (rig.) Kollar |

| Arbitro: | Speranda |

|          |           |          |
| Kuhl 90’ | Marcatori | 80’ Pont |

| Ginevra 2 maggio 2009, ore 19:00 CEST 26ª giornata | Servette | 0 – 0 referto | Wohlen | Stade de Genève (1 555 spett.)\| Arbitro: \| Grossen \| |
| Arbitro:                                           | Grossen  |               |        |                                                         |

| Arbitro: | Jaccottet |

|                                              |           |                                  |
| Vitkieviez 14’ Braizat 56’ Tréand 90’ (rig.) | Marcatori | 24’ (rig.) de Azevedo 64’ Murati |

| Arbitro: | Winter |

|  |           |                   |
|  | Marcatori | 90’ (rig.) Tréand |

| Arbitro: | Rogalla |

|                                        |           |  |
| Ikanovic 9’ Blumer 78’ Kukuruzović 86’ | Marcatori |  |

| Arbitro: | Speranda |

|                                                   |           |  |
| Braizat 16’, 27’ Tréand 50’ (rig.) Vitkieviez 57’ | Marcatori |  |

### Coppa Svizzera
| 21 settembre 2008, ore 15:00 CEST Primo turno | La Sarraz-Eclépens | 1 – 6 | Servette |  |

| 18 ottobre 2008, ore 17:30 CEST Secondo turno | Concordia Basilea | 3 – 1 | Servette |  |

## Statistiche

### Statistiche di squadra
| Competizione     | Punti | In casa | In casa | In casa | In casa | In casa | In casa | In trasferta | In trasferta | In trasferta | In trasferta | In trasferta | In trasferta | Totale | Totale | Totale | Totale | Totale | Totale | DR  |
| Competizione     | Punti | G       | V       | N       | P       | Gf      | Gs      | G            | V            | N            | P            | Gf           | Gs           | G      | V      | N      | P      | Gf     | Gs     | DR  |
| ---------------- | ----- | ------- | ------- | ------- | ------- | ------- | ------- | ------------ | ------------ | ------------ | ------------ | ------------ | ------------ | ------ | ------ | ------ | ------ | ------ | ------ | --- |
| Challenge League | 31    | 15      | 3       | 7       | 5       | 20      | 26      | 15           | 4            | 3            | 8            | 11           | 20           | 30     | 7      | 10     | 13     | 31     | 46     | -15 |
| Coppa Svizzera   | -     | 0       | 0       | 0       | 0       | 0       | 0       | 2            | 1            | 0            | 1            | 7            | 4            | 2      | 1      | 0      | 1      | 7      | 4      | +3  |
| Totale           | 31    | 15      | 3       | 7       | 5       | 20      | 26      | 17           | 5            | 3            | 9            | 18           | 24           | 32     | 8      | 10     | 14     | 38     | 50     | -12 |

### Andamento in campionato
| Giornata  | 1  | 2  | 3  | 4  | 5  | 6  | 7  | 8  | 9  | 10 | 11 | 12 | 13 | 14 | 15 | 16 | 17 | 18 | 19 | 20 | 21 | 22 | 23 | 24 | 25 | 26 | 27 | 28 | 29 | 30 |
| --------- | -- | -- | -- | -- | -- | -- | -- | -- | -- | -- | -- | -- | -- | -- | -- | -- | -- | -- | -- | -- | -- | -- | -- | -- | -- | -- | -- | -- | -- | -- |
| Luogo     | C  | T  | C  | T  | C  | T  | C  | T  | C  | T  | C  | T  | T  | C  | T  | C  | T  | C  | T  | C  | T  | C  | T  | C  | T  | C  | C  | T  | T  | C  |
| Risultato | P  | P  | P  | P  | N  | P  | P  | V  | N  | P  | P  | P  | N  | V  | V  | N  | N  | N  | P  | N  | P  | N  | V  | P  | N  | N  | V  | V  | P  | V  |
| Posizione | 14 | 13 | 13 | 16 | 15 | 15 | 15 | 14 | 14 | 15 | 16 | 16 | 16 | 15 | 14 | 14 | 14 | 15 | 15 | 14 | 14 | 14 | 14 | 14 | 14 | 14 | 14 | 13 | 13 | 13 |

Legenda:

Luogo: C = Casa; T = Trasferta. Risultato: V = Vittoria; N = Pareggio; P = Sconfitta.

### Statistiche dei giocatori
| S. Boughanem  | 23 | 2 | 3 | 0 |
| S. Bouziane   | 13 | 1 | 0 | 0 |
| A. Braizat    | 25 | 4 | 6 | 0 |
| A. Bratic     | 21 | 0 | 3 | 0 |
| A. Costa      | 9  | 1 | 2 | 0 |
| E. Eudis      | 13 | 0 | 1 | 0 |
| P. Girod      | 23 | 0 | 3 | 0 |
| D. Gonzalez   | 21 | 0 | 0 | 0 |
| J. Guillou    | 5  | 0 | 1 | 0 |
| G. Kusunga    | 19 | 1 | 6 | 0 |
| J. Lonfat     | 4  | 0 | 0 | 0 |
| D. Marques    | 9  | 0 | 2 | 0 |
| J. Moukoko    | 10 | 2 | 1 | 0 |
| N. N'Diaye    | 23 | 1 | 5 | 1 |
| E. N'Tiamoah  | 15 | 3 | 4 | 0 |
| L. Novelle    | 1  | 0 | 0 | 0 |
| L. Pizzinat   | 22 | 1 | 3 | 0 |
| F. Poceiro    | 1  | 0 | 0 | 0 |
| T. Pont       | 27 | 2 | 7 | 0 |
| M. Quaresima  | 8  | 0 | 4 | 1 |
| M. Ratta      | 19 | 0 | 3 | 0 |
| V. Rüfli      | 16 | 1 | 4 | 0 |
| A. Sauthier   | 0  | 0 | 0 | 0 |
| J. Schneider  | 21 | 2 | 3 | 0 |
| G. Tréand     | 9  | 3 | 2 | 0 |
| M. Ural       | 12 | 0 | 0 | 0 |
| M. Vitkieviez | 22 | 7 | 3 | 1 |
| A. Yoda       | 21 | 0 | 0 | 2 |